# Jongelingschap
 Jongelingschap  (Russisch: = Юность) uit 1857 is de derde  roman van de Russische schrijver Leo Tolstoj. Het is tevens het derde  deel van een semiautobiografisch drieluik over zijn jeugd. Het boek bevat een tijdspanne van ongeveer een jaar en behandelt grotendeels de zomer voordat de hoofdpersoon Nikolaj Irtenjev naar de universiteit van Moskou gaat.

## Inhoud
Nikolaj Petrowitsj Irtenjev moet als 16-jarige toelatingsexamen doen voor de universiteit van Moskou. Zijn vriend Dimitri Necheljoedov, tweedejaars student, legt hem vlak voor het wiskunde examen het binomium van Newton uit, dat hij tot dan toe helemaal niet beheerste. Toevallig weet hij door slim te ruilen met een medestudent  over dit thema een ondervraging uit te lokken, die hij glansrijk doorstaat. Nu hij zijn zwakste vak goed heeft doorstaan, komt  hij met redelijke cijfers door het  toelatingsexamen van de universiteit.
De zomer speelt zich grotendeels af op het familielandgoed Petrovskoje.  Ook vertoeft hij veel bij Dimitri en zijn familie. Nikolaj heeft last van een vertekend zelfbeeld. Daarbij is hij bovenmatig verlegen, trots en onhandig. Hij hecht veel waarde aan de goede omgangsvormen van zijn soort mensen, die volgens de grotendeels Franse etiquette weten 'comme il faut'. Hij beheert ook een schrift met levensregels.
Tot ontzetting van de familie hertrouwt de vader van Nikolaj met zijn veel jongere buurmeisje, Avdotja Vasiljevna Jepifanova. Met dezelfde buren voerde vader jaren processen over een stuk land, welke ruzie nu middels een huwelijk wordt  beëindigd.  Enige maanden later is stiefmoeder zwanger. Hoe dit afloopt vertelt het boek niet. Wel dat Nikolaj het eerste studiejaar zich nauwelijks aan zijn studie wijdt. De laatste weken voor de overgangsexamens trekt hij op  hij met een groepje studenten, die hem ver voor zijn. Zijn eerste examen is het wiskunde-examen en deze keer stuurt dezelfde professor hem van de universiteit af. Het was zonder enige waarde. De universiteit moet gezuiverd worden. Nikolaj zit in een existentiële crisis, al tilt zijn thuisfront er minder zwaar aan.

## Semiautobiografisch
De vader van Leo Tolstoj stierf jong. De vader van Nikolaj hertrouwt zelfs, waarmee de trilogie dus op een belangrijk punt afwijkt van het echte leven. Verder ging Leo Tolstoj niet naar de universiteit van Moskou, maar naar die van Kazan. Dit maakt dat de auteur ongetwijfeld de sfeer van zijn opgroeien heeft willen schetsen, zonder de belangrijke feiten allemaal letterlijk over te nemen.